# Giovanni Turba
Giovanni Turba (Milano, 25 settembre 1905 – Attadale, 11 giugno 1994) è stato un velocista e mezzofondista italiano.

## Biografia
Nata nel 1905 a Milano, a 26 anni partecipò ai Giochi olimpici di Los Angeles 1932, nella staffetta 4×400 m con Giacomo Carlini, Mario De Negri e Luigi Facelli, chiudendo 6º con il tempo di 3'17"8, dopo aver passato la sua batteria con il 2º posto e il crono di 3'22"8.
Ai campionati italiani assoluti fu campione nella staffetta 4×800 m nel 1931 con la Pro Patria Milano, in squadra con Luigi Beccali, Aristide Bonfà e Fabio Cavallari, con il tempo di 8'04"1/5 e per 3 anni consecutivi, dal 1934 al 1936, nella 4×400 m, sempre con la Pro Patria Milano, insieme a Mario Radaelli per i primi 2 anni, Giuseppe Raddrizzani nel primo e terzo, Angelo Ferrario per i secondi 2, Mario Gerbella nel primo, Mario Lanzi nel secondo e Marsilio Rossi nel terzo, con i crono di 3'23"8, 3'20"1 e 3'22"6.

## Palmarès
| Anno | Manifestazione  | Sede        | Evento            | Risultato | Prestazione | Note |
| ---- | --------------- | ----------- | ----------------- | --------- | ----------- | ---- |
| 1932 | Giochi olimpici | Los Angeles | Staffetta 4×400 m | 6º        | 3'17"8      |      |

## Campionati nazionali
- 3 volte campione nazionale nella staffetta 4×400 m (1934, 1935, 1936)
- 1 volta campione nazionale nella staffetta 4×800 m (1931)

1931
- Oro ai campionati italiani assoluti, staffetta 4×800 m - 8'04"1/5

1932
- Argento ai campionati italiani assoluti, staffetta svedese - 2'05"2/5
- Argento ai campionati italiani assoluti, staffetta 4x200 m - 1'33"3/5
- Oro ai campionati italiani assoluti, staffetta olimpionica - 3'33"0

1933
- Bronzo ai campionati italiani assoluti, 400 m piani
- Bronzo ai campionati italiani assoluti, staffetta 4x400 m - 3'30"2/5

1934
- Argento ai campionati italiani assoluti, 400 m piani - 50"1
- Oro ai campionati italiani assoluti, staffetta 4×400 m - 3'23"8

1935
- Oro ai campionati italiani assoluti, staffetta 4×400 m - 3'20"1

1936
- Oro ai campionati italiani assoluti, staffetta 4×400 m - 3'22"6